# 色控攝影工作室
色控攝影工作室（英語：Psychoporn）是台灣成人影片製造商，配備超高畫質6K的電影攝影機，並雇用有片場經驗的工作人員製作，以亞洲市場為導向。

## 歷史
2019年，史蒂夫和戴夫共同創立Psychoporn。他們從美國加州起家，Psychoporn 也是早期投入台灣成人影片製作的團隊之一，承接過SWAG的拍攝需求。相較其他台灣的製作團隊使用手機或小型DV攝影機拍片，色控攝影工作室採用超高解析度，並兼具攝影、製作與片商等多種角色產出影片。
工作室以超高畫質的6K影片做為主軸，其核心價值是用心理感受性愛的「Mind Fuck」。除了在美國加州設立據點，在台灣也有工作室，還打算進軍日本市場。Psychoporn 在各大色情網站如XVideos和Pornhub推出免費的4K版本影片。截至2021年10月，已經累計1億次的觀看紀錄。